# Хасанджун
Хасанджу́н (перс. حسنجون‎) — село на севере Ирана, в остане Альборз. Входит в состав шахрестана Талекан. Является частью дехестана (сельского округа) Миан-Талекан бахша Меркези.

## География
Село находится в северо-западной части Альборза, в горной местности южного Эльбурса, на расстоянии приблизительно 37 километров к северо-северо-западу (NNW) от Кереджа, административного центра провинции. Абсолютная высота — 1879 метров над уровнем моря.

## Население
По данным переписи 2006 года население села составляло 741 человек (381 мужчина и 360 женщин). В Хасанджуне насчитывалось 222 семьи. Уровень грамотности населения составлял 88,12 %. Уровень грамотности среди мужчин составлял 92,13 %, среди женщин — 83,89 %.